# MV Issaquah
MV Issaquah je trajekt třídy Issaquah 130 z flotily Washington State Ferries. V nedávné historii obsluhovala na začátku roku 2007 trasu Seattle-Bremerton jako náhrada za MV Hyak, v létě téhož roku pak nahradila lodě MV Cathlamet a MV Kittitas na trase Seattle-Bainbridge Island. Od roku 2009 slouží s minimálně jednou měsíční přestávkou na trase mezi seattleskou čtvrtí Fauntleroy, Vashonovým ostrovem a obcí Southworth na druhé straně Pugetova zálivu.